# Kálium-nitrit
A kálium-nitrit (E249) egy a természetben is előforduló fehér anyag, melynek képlete KNO2. Szervetlen vegyület, a kálium salétromossavas sója. Ipari felhasználásra nagy mennyiségben bányásszák, vagy a kálium-nitrátból állítják elő. Az élelmiszeriparban tartósítószerként alkalmazzák, mert a húsételekben meggátolja a Clostridium botulinum nevű baktérium elszaporodását, ami a botulizmus nevű mérgezést okozza. Napi maximum megengedett beviteli mennyisége 0,06 mg/testsúlykg. A gyomorba került nitritekből és az ott jelenlévő fehérjékből káros nitroaminok képződhetnek, melyeknek rákkeltő hatást tulajdonítanak. Egyéves kor alatt fogyasztása nem ajánlott. Magas koncentrációban reakcióba lép a hemoglobinnal, zavart okozva ezzel a vér oxigénszállításában.
A kálium-nitrit vízben nagyon jól oldódik (25 °C-on 100 g víz 312 g-ot old). Higroszkópos vegyület, levegőn a kristályai elfolyósodnak. Vizes oldata lúgos kémhatású. Hevítés hatására bomlik, bomlásakor oxigén és nitrogén-oxidok fejlődnek.

## Külső források
1. 1 2 3 4 5 6  A nátrium-nitrit vegyülethez tartozó bejegyzés az IFA GESTIS adatbázisából. A hozzáférés dátuma: 2011. január 2. (JavaScript szükséges) (angolul)

- http://www.food-info.net/uk/e/e249.htm